# Trà Vinh (stad)
Trà Vinh is een stad in Vietnam en is de hoofdplaats van de provincie Trà Vinh. Trà Vinh telt naar schatting 59.000 inwoners.